# Cambridgeshire and Peterborough Combined Authority
Cambridgeshire og Peterborough kombinerede myndighed er et område med en folkevalgt amtsborgmester (Metro mayor eller Mayor of Cambridgeshire and Peterborough). Myndigheden blev oprettet den 3. marts 2017, men valget fandt først sted den 4. maj, og den første valgte borgmester (Metro mayor) tiltrådte den 8. maj 2017.
Den kombinerede myndighed omfatter kommunerne: Cambridge, East Cambridgeshire, Fenland, Huntingdonshire,   Peterborough og South Cambridgeshire, der alle ligger i det ceremonielle grevskab Cambridgeshire i regionen Østengland.